# Lago Sev
Il lago Sev (in armeno Սև լիճ: "lago nero") è un piccolo lago vulcanico nella provincia di Syunik in Armenia. 
Nei mesi invernali il lago è coperto da uno spesso strato di ghiaccio.

## Topografia
Il lago si trova a est del monte Mets Ishkhanasar ad un'altitudine di 2.666 metri sul livello del mare e ha un'area di circa 2 km². È lungo 1,6 km, largo 1,2 km e ha una profondità massima di 7,5 metri. L'acqua è fredda e limpida e il lago è abitato da pesci salmonidi della specie Ishkhan. L'acqua del lago viene utilizzata per l'irrigazione. È immediatamente adiacente a un lago più piccolo chiamato Janlich o Jinli.

## Riserva naturale
Il lago Sev e l'area immediatamente circostante sono un'area naturale protetta chiamata Riserva naturale del lago Sev, nella provincia di Syunik sul versante orientale di Mets Ishkhanasar. È stata ricreata nel 2001 sul terreno dell'omonima area protetta, creata nel 1987. Ha una superficie di 240 ettari. La riserva mira inoltre a preservare l'ecosistema del Lago Sev.

## Crisi di confine tra Armenia e Azerbaigian del 2021
Il lago Sev e l'area circostante sono attualmente oggetto di una crisi di confine tra l'Azerbaigian e l'Armenia. Il 12 maggio 2021, le truppe azere sono avanzate per circa 3,5 chilometri nel territorio armeno nei pressi del lago e hanno preso il controllo della vicina altura di Mets Ishkhanasar. Sebbene il confine internazionale tra Armenia e Azerbaigian non sia mai stato delineato formalmente, le mappe di epoca sovietica sembrano mostrare che la maggior parte del lago Sev si trova in territorio armeno. Un tentativo di circondare il lago equivarrebbe pertanto a un'incursione territoriale. In particolare, la mappa del 1975 dello Stato maggiore delle forze armate dell'URSS numerata J-38-21 in scala 1:100 000 mostra il lago Sev con le sue sponde orientale, occidentale e meridionale situate nel territorio della RSS Armena e solo una sezione della sponda settentrionale del lago che copre quasi il 10% del lago situato nella RSS Azera. La mappa mostra anche l'adiacente lago più piccolo Janlich (Jinli) come interamente in territorio armeno.